# Götzis
Götzis é um município da Áustria, situado no distrito de Feldkirch, no estado de Vorarlberg. Tem 14,62 km² de área e sua população em 2019 foi estimada em 11.767 habitantes.